# Pinta (nave)
La Pinta (in spagnolo: la "Dipinta") fu una delle tre navi utilizzate da Cristoforo Colombo nel suo primo viaggio attraverso l'Oceano Atlantico nel 1492. Durante la spedizione, il comandante della nave fu il navigatore spagnolo Martín Alonso Pinzón.
Si trovava proprio sulla Pinta Rodrigo de Triana, il marinaio che per primo avvistò l'America.
È da notare il fatto che Pinta era semplicemente un soprannome: il vero nome dell'imbarcazione è sconosciuto.
La Pinta era una caravella. La velatura era costituita da una vela quadra di trinchetto e una grande di maestra, mentre l'albero di mezzana (a poppa) issava una vela triangolare latina. Tra le riproduzioni esistenti, alcune esibiscono una vela di civada, mentre varie altre ne sono prive, pur essendo il bompresso abbastanza consistente come dimensioni e quindi in grado di sostenere una vela
Possedeva sia un cassero che un castello di prua, anche se su quest'ultimo non tutte le fonti e le riproduzioni sono allineate. Le notizie sulla stazza e in generale sulle dimensioni sono contrastanti, con fonti (la maggioranza) che danno una stima intorno alle 110 t, ed altri di sole 60 t. Si stimava avesse un equipaggio intorno ai 25 uomini. Era una nave maneggevole, potendo raggiungere la velocità di 8 nodi secondo alcune fonti
Le altre navi della spedizione di Colombo furono la Niña  e la Santa María. La Pinta e la Niña sopravvissero al viaggio di ritorno, a differenza dell'ammiraglia che finì incagliata su un banco di corallo presso Haiti, durante una navigazione notturna.